# Herštejnské Chalupy
Herštejnské Chalupy (německy Hirschteinhäusel) je zaniklá vesnice na území obce Nemanice, v k. ú. Mýtnice v okrese Domažlice v Plzeňském kraji. Administrativně spadala vesnice pod Mýtnici.

## Historie
První písemná zmínka o vesnici pod názvem Gibart (Pozorka) pochází z roku 1697. Jiný zdroj uvádí, že prvně je vesnice uváděna pod názvem Gibart v roce 1733, kdy je zde prodáván pozemek pro stavbu chalupy. Podle názvu Pozorka lze předpokládat, že zde nebylo bezpečno. Po druhé světové válce postihl vesnici odsun německého obyvatelstva a pro svou odlehlost již nedošlo k dosídlení. V roce 1955 byla vesnice prohlášena za zaniklou. Z usedlostí se zachovaly nevýrazné zbytky základů domů.

## Obyvatelstvo
Sommerova topografie z roku 1839 popisuje ve vsi 12 domů a 107 obyvatel.
Při sčítání lidu v roce 1921 zde žilo 245 obyvatel, z toho 241 německé národnosti, tři Čechoslováci a jeden cizozemec, kteří se hlásili k římskokatolické církvi.
| Rok            | 1869 | 1880 | 1890 | 1900 | 1910 | 1921 | 1930 | 1950 | 1961 | 1970 | 1980 | 1991 | 2001 | 2011 |
| -------------- | ---- | ---- | ---- | ---- | ---- | ---- | ---- | ---- | ---- | ---- | ---- | ---- | ---- | ---- |
| Počet obyvatel | 171  | 187  | 175  | 176  | 233  | 245  | 224  | –    | –    | –    | –    | –    | –    | –    |
| Počet domů     | 22   | 29   | 29   | 30   | 33   | 36   | 38   | –    | –    | –    | –    | –    | –    | –    |